# Lafrançaise
 Lafrançaise  es una población y comuna francesa, en la región de Mediodía-Pirineos, departamento de Tarn y Garona, en el distrito de Montauban y cantón de Lafrançaise.

## Demografía
| 2385 | 2481 | 2545 | 2604 | 2651 | 2692 |
| Para los censos de 1962 a 1999 la población legal corresponde a la población sin duplicidades (Fuente: INSEE [Consultar]) |      |      |      |      |      |

## Monumentos
En la plaza de la República, frente al ayuntamiento, yace la escultura en mármol de Helene Bertaux, titulada Sarah la bañista. Obra del siglo XIX.